# Rymma Zioubina
Rymma Anatoliïvna Zioubina (en ukrainien : Римма Анатоліївна Зюбіна) est une actrice ukrainienne.

## Biographie
Rymma Zioubina est née le 23 août 1971 à Oujhorod.

## Filmographie

### Cinéma[1]
- 2006 : Aurora
- 2017 : Čiara
- 2016 : Le Nid de la tourterelle
- 2020 : Victor Robot

## Distinctions
- Le pectoral de Kiev en 2004[2] et 2008[3].
- Le Dzyga d'or de la meilleure actrice dans un premier rôle en 2017 dans Le Nid de la tourterelle.
- ordre de la Princesse Olga.